# Palystes castaneus
Palystes castaneus är en spindelart som först beskrevs av Pierre André Latreille 1819.  Palystes castaneus ingår i släktet Palystes och familjen jättekrabbspindlar. Inga underarter finns listade i Catalogue of Life.